# Statue nkisi nkonde, yombé
La statue nkisi nkonde, yombé est une sculpture anonyme originaire de ce qui est aujourd'hui la République démocratique du Congo. Datée de la fin du XIXe siècle, cette statue en bois est couverte de clous et autres fragments en métal ainsi que d'une chaînette. Un temps la propriété de Guillaume Apollinaire, elle est aujourd'hui conservée au musée national d'Art moderne, à Paris.

## Expositions
- Apollinaire critique d'art, Pavillon des Arts, Paris, 1993 — n°5.
- Apollinaire, le regard du poète, musée de l'Orangerie, Paris, 2016 — n°67.
- Le Cubisme, Centre national d'art et de culture Georges-Pompidou, Paris, 2018-2019.